# Observatorul Mount Lemmon
Observatorul Mount Lemmon (engleză, Mount Lemmon Observatory) cunoscut și sub denumirea de Observatorul Infraroșu Mount Lemmon este un observator astronomic care se află situat pe muntele Lemon, la circa 28 km la nord-est de Tucson, statul Arizona, Statele Unite ale Americii.